# Kalang
Kalang és un riu d'Assam, Índia, districte de Nagaon o Naugaon (Nawgaon, o Nowgong), derivació del Brahmaputra del que surt a la part sud o esquerra prop de Bishnath a Darrang i després d'un curs de 118 km s'ajunta altra vegada amb el Brahmaputra a Panikhaiti, a uns 25 km sobre Gawhati. Els seus afluents, tots per la riba sud o esquerra, són el Misa, Diju, Nanai, Kapili, Kiling i Digru. Les principals viles per les que passa són Kaliabar, Samaguri, Puranigudam, Nowgong i Raha. Al sud de la ciutat de Naugaon hi ha dues maresmes conegudes com a Mari Kalang i Pota Kalang, formades per canvis en el curs d'aquest riu.